# Dolichopentas liebrechtsiana
Dolichopentas liebrechtsiana är en måreväxtart som först beskrevs av De Wild., och fick sitt nu gällande namn av Jesper Kårehed och Birgitta Bremer. Dolichopentas liebrechtsiana ingår i släktet Dolichopentas och familjen måreväxter. Inga underarter finns listade i Catalogue of Life.